# Firmicus duriusculus
Firmicus duriusculus är en spindelart som beskrevs av Simon 1903. Firmicus duriusculus ingår i släktet Firmicus och familjen krabbspindlar.
Artens utbredningsområde är Vietnam. Inga underarter finns listade i Catalogue of Life.